# Kōnstantinos Christoforou
Kōnstantinos Christoforou (in greco Κωνσταντίνος Χριστοφόρου?, traslitterato anche Constantinos Christoforou; Limisso, 25 aprile 1977) è un cantante cipriota.
Ha rappresentato Cipro tre volte all'Eurovision Song Contest. La prima volta nel 1996 con Mono Yia Mas che si classifica al nono posto.
La seconda volta nel 2002 come parte del gruppo musicale One con Gimme, scritta dal compositore cipriota George Theofanous, e raggiunge il sesto posto. Nel 2005 si è classificato diciottesimo con la canzone scritta da lui, Ela Ela e cantata assieme ad Elena Patroklou.

## Discografia

### Album
- 2003 - H Agapi Sou Paei
- 2005 - Idiotiki Parastasi
- 2005 - Giros Tou Kosmou

### Singoli
- 2005 - Ela Ela
- 2006 - Thes Na Kanoume Schesi?